# Smelowskia bifurcata
Smelowskia bifurcata är en korsblommig växtart som först beskrevs av Carl Friedrich von Ledebour, och fick sitt nu gällande namn av Viktor Petrovitj Botjantsev. Smelowskia bifurcata ingår i släktet Smelowskia och familjen korsblommiga växter. Inga underarter finns listade i Catalogue of Life.